# Białaczów (plaats)
Białaczów is een dorp in het Poolse woiwodschap Łódź, in het district Opoczyński. De plaats maakt deel uit van de gemeente Białaczów en telt 1500 inwoners.

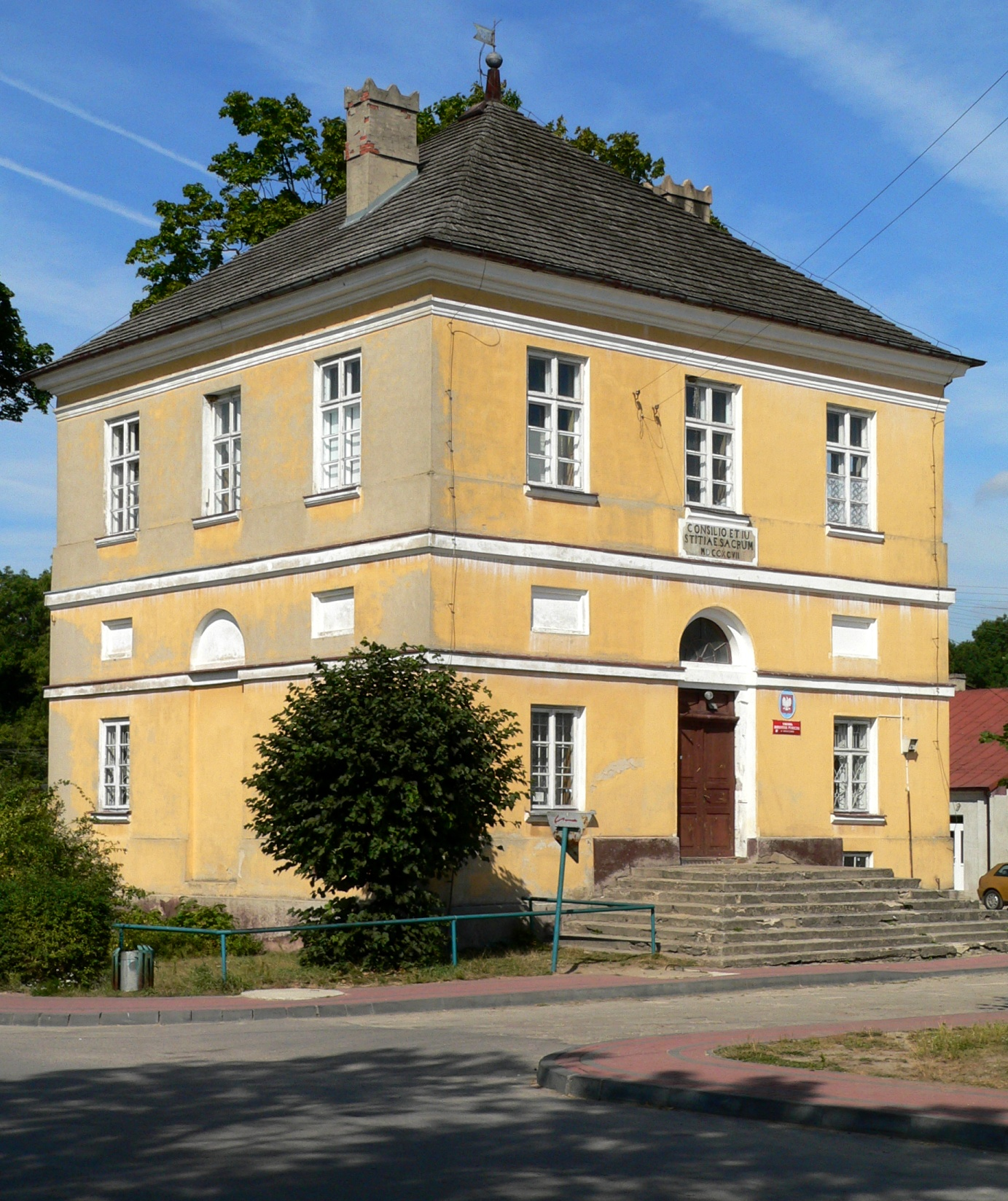
Klasycystyczny ratusz w Białaczowie

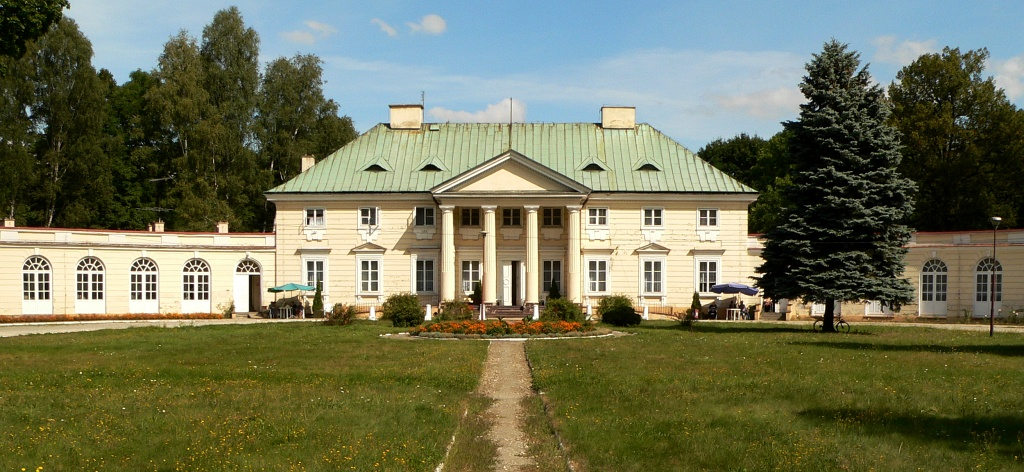
Klasycystyczny pałac Małachowskich